# Melibioză
Melibioza este o dizaharidă formată din galactoză și glucoză prin legare α-1,6, având structura D-Gal-α(1→6)-D-Glc.
Este obținută prin hidroliza rafinozei în prezență de invertază, când se obține și fructoză.